# 今井兼平
今井 兼平（いまい かねひら）は、平安時代末期の武将。正式な名のりは中原 兼平（なかはら の かねひら）。父は中原兼遠。木曾義仲の乳母子で義仲四天王の一人。兄に樋口兼光がいる。現在の長野県にあたる信濃国今井の地を領して今井を称した。
義仲の乳母子として共に育ち、兄の兼光と共に側近として仕える。治承・寿永の乱では治承4年（1180年）の義仲挙兵に従い、養和元年（1181年）5月、横田河原の戦いで城助職を破る。寿永2年（1183年）、般若野の戦い・倶利伽羅峠の戦い・篠原の戦いで平家軍を破り、7月には平家を都落ちさせて義仲と共に入京。10月、福隆寺縄手の戦いで妹尾兼康を破る。11月、後白河法皇と義仲が対立した法住寺合戦では、兼平・兼光兄弟の活躍が著しかった。元暦元年（1184年）正月20日、鎌倉軍に追われ敗走する義仲に従い、粟津の戦いで討ち死にした義仲の後を追って自害した。享年33。
その壮絶な最期は、『平家物語』あるいは『源平盛衰記』の「木曾殿最期」の山場としての乳兄弟の絆の強さを示す逸話として知られる。

## 木曾殿最期
『平家物語』の「木曾殿最期」の段の義仲と兼平の最期は、悲壮美に満ちている。また、この場面の兼平の矛盾した言い方や、「弓矢取りは、年頃日頃如何なる高名候へども、最後に不覚しぬれば、永き瑕（きず）にて候なり。（武士は、常日頃からいかなる名誉を得たとしても、最後に不覚を取っては、後世長い間にわたり名に傷がつきます）」の武士たる心構えを伝える言に、その情況に応じての、兼平の義仲への苦しいいたわりの気持ち、美しい主従の絆が書かれている。
「日頃は何とも覚えぬ鎧が、今日は重うなったるぞや（いつもは何ともない鎧が、きょうは重くなったぞ）」と言う義仲に対し、
「それは御方（みかた）に続く勢が候はねば、臆病でこそさは思し召し候らめ。兼平一騎をば、余の武者千騎と思し召し候べし。ここに射残したる矢七つ八つ候へば、暫く防矢（ふせぎや）仕り候はん。あれに見え候は、粟津の松原と申し候。君はあの松の中へ入らせ給ひて、静に御自害候へ（それは殿に続く軍勢がないので、臆病になられたのでしょう。兼平一騎を、殿の武者千騎と思ってくださいませ。ここに矢の七本や八本が残ってございますので、これでしばらくは防ぎ矢を放つこともできましょう。あちらは粟津の松原と申します。殿はあの松原の中に入られ静かに御自害なさいませ）」と述べ、
義仲が「所々で討たれんより、一所でこそ討死もせめ（ばらばらで討ち死にするより、一緒に討ち死にしよう）」と言うと、
「弓矢取りは、年頃日頃如何なる高名候へども、最後に不覚しぬれば、永き瑕（きず）にて候なり。御身も労（つか）れさせ給ひ候ひぬ。御馬も弱って候。云ふ甲斐なき人の郎等に組み落とされて、討たれさせ給ひ候ひなば、さしも日本国に鬼神と聞こえさせ給ひつる木曾殿をば、某が郎等の手に懸けて、討ち奉ったりなんぞ申されん事、口惜しかるべし。唯理を枉げて、あの松の中に入らせ給へ（武士は、常日頃からいかなる名誉を得たとしても、最後に不覚を取っては、後世長い間にわたり名に傷がつきます。殿はお疲れでございます。御馬も弱ってございます。ふがいない者が郎党に組み落とされて、討たれたりしたら、さしも日本国に鬼神と言われた木曽義仲を、だれかの郎党の手にかかって討ち取ったりと言われることは悔しいことです。そこは無理を承知であの松原にお入りくださいませ）」と述べた。
義仲が討たれると、「今は誰をかかばはんとて、軍をばすべき。これ見給へ、東国の殿ばら、日本一の剛の者の自害する手本よ（いまは誰をかばうために戦をすべきであろうか。東国の武士どもよ、これを見よ。日本一の剛の者の自害の仕方よ）」と言い、太刀の先を口の中に含み、馬上から飛び降り、太刀に貫かれ自害した。
（現代語簡訳：戦前は義仲に「武士らしく強気になれ」と助言をし、戦中は死を共にしようとする義仲に「疲れているのだから潔く自害しなさい」と冷静に助言し、義仲が自害する時間稼ぎをした。義仲が討ち取られたと知った直後、「東国の方々、これが日本一の強者の自害する手本だ」と言った。）

## 兼平の築城とされる城
今井兼平の築城とする伝承をもつ城郭（砦）が各地に存在する。
- 東京都
  - 今井城（東京都麻布区今井町、現在の六本木）
- 神奈川県
  - 今井城（横浜市保土ケ谷区）
- 新潟県
  - 今井城（新潟県糸魚川市今井）
  - 今井城（新潟県中魚沼郡津南町）
- 富山県
  - 白鳥城（富山市呉羽町）
- 福井県
  - 今井城（福井市小羽町）

## 墓所・神社

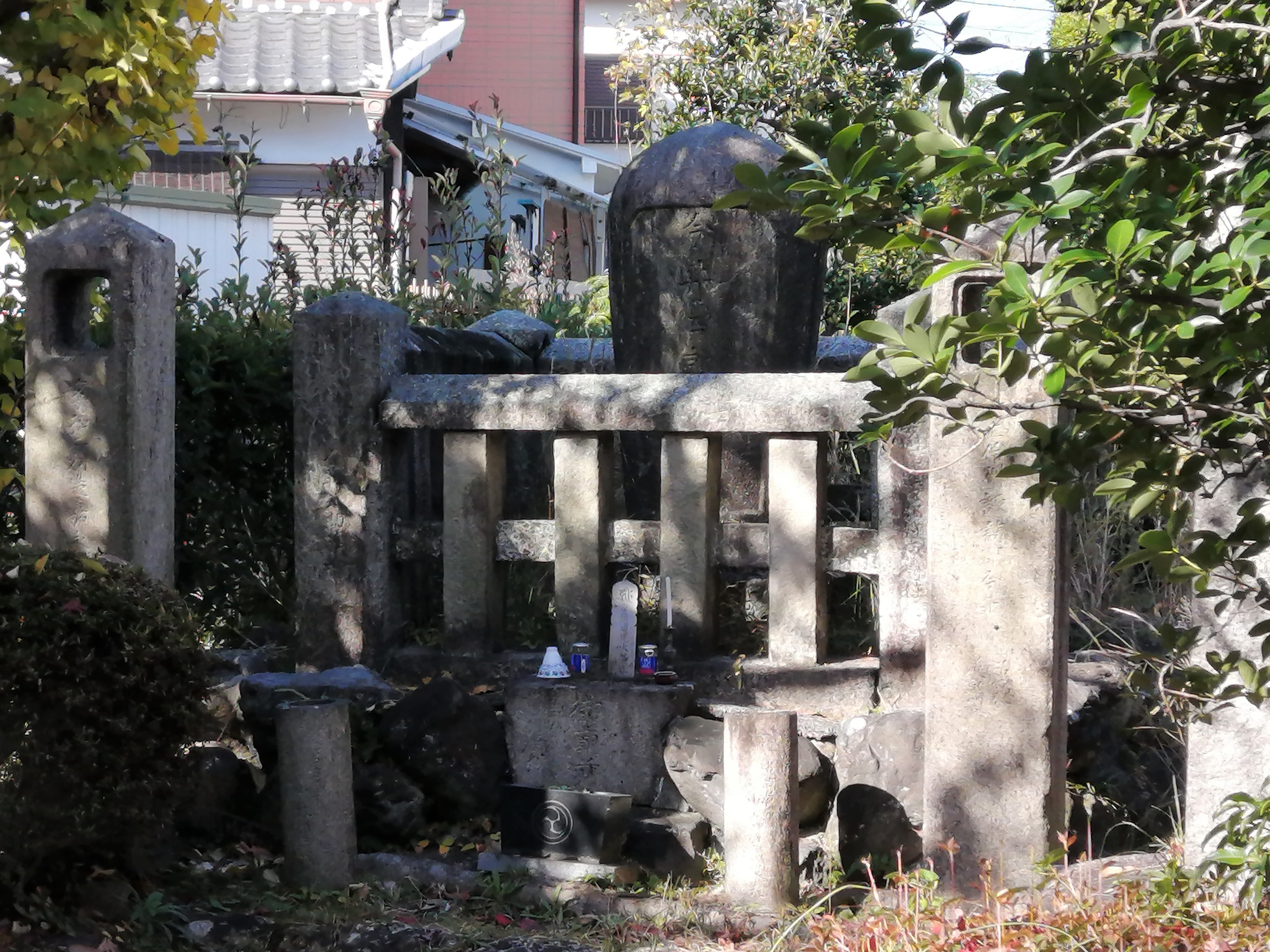
今井兼平の墓（滋賀県大津市晴嵐二丁目）

長野市川中島町今井の切勝寺の南、今井神社はかつて兼平が居館を構えたと伝わり、五輪塔が現存し「兼平塚」と呼ばれている。また、寛文元年（1661年）に膳所藩主・本多俊次が建立して後に移転された今井兼平の墓が滋賀県大津市晴嵐2丁目（北緯34度58分51.8秒 東経135度53分51.4秒 / 北緯34.981056度 東経135.897611度座標: 北緯34度58分51.8秒 東経135度53分51.4秒 / 北緯34.981056度 東経135.897611度）に現存し、大津市指定史跡となっている。
兼平は松本市大字今井鎮座の兼平神社（今井神社）で主祭神として祀られている。

## 子孫
- 北佐久郡立科町芦田、与惣塚 - 兼平の長男＝兼連の墓
- 長野市御厨戸部、今井山讃楽寺 - 兼平の次男＝兼之が創建
- 長野市鬼無里山角、山角城 - 兼平の三男＝幼少名・熊丸が築城
- 群馬県渋川市北橘町箱田の今井氏には、今井兼平の末裔であるとの伝承がある。粟津の戦いの後、木曾谷に逃れていた家臣の今井・ 高梨・町田・小野沢・萩原・諸田・串渕氏らが神託により当地に落ち延び、岡田神社、沙田神社、阿禮神社を勧請し木曾三社神社を創建したと伝わる[5]。